# Renate Riek
Renate Riek-Bauer (* 11. März 1960 in Stuttgart) ist mit 518 Einsätzen die Volleyball-Rekordnationalspielerin für Deutschland.

## Leben
Die Zuspielerin spielte 14 Jahre lang in der Nationalmannschaft. Mit dem SV Lohhof und CJD Feuerbach wurde sie je dreimal Deutscher Volleyball-Meister, zudem gewann sie siebenmal den DVV-Pokal. 2009 absolvierte Riek-Bauer im Alter von 49 Jahren ihr letztes Bundesligaspiel für Allianz Volley Stuttgart. Anschließend war sie dort Co-Trainerin und Managerin.
Mit der bundesdeutschen Nationalmannschaft nahm sie 1979, 1981, 1983, 1985, 1989 und 1991 an der Europameisterschaft teil und gewann 1991 in Italien die Bronzemedaille. 1982, 1986, 1990 war sie mit der Nationalmannschaft bei der Weltmeisterschaft. 1984 nahm sie mit der deutschen Olympiamannschaft an den Olympischen Spielen in Los Angeles teil und belegte dort den sechsten Platz. 1987 wurde Renate Riek-Bauer zur Volleyballerin des Jahres gewählt.
Renate Riek-Bauer studierte parallel zu ihrer sportlichen Karriere an der Kunsthochschule in Stuttgart und wurde Diplom-Grafikdesignerin. Sie ist seit 1990 in diesem Beruf tätig. Sie nahm schon mehrfach an Wettbewerben für Entwürfe deutscher Briefmarken teil und gewann die Konkurrenz zu dem Entwurf der Markenserie Für den Sport 1997.
Renate Riek-Bauer erhielt am Vorabend des Pokalfinales 2015 im westfälischen Halle den Volleyball-Award, der seit 2006 vergeben wird.